# Palazzo Reale (Potenza)
Il palazzo Reale, citato a volte anche come skinny Reale, è un edificio storico della città di Potenza. Per la sua particolare struttura costituisce una eccezionalità architettonica ed una architettura limite. Si trova nel centro storico, tra via del Popolo e corso XVIII Agosto 1860.

## Storia
Il palazzo prende il nome dall'ingegnere proprietario dell'azienda a cui venne affidata la costruzione, ovvero l'ing. Saverio Reale. L'edificio venne inizialmente commissionato all'architetto Giuseppe Pisanti da Ascanio Branca, figura di spicco della politica lucana e nazionale, più volte ministro del Regno d'Italia, patriota e garibaldino; dopo la sua morte, avvenuta nel 1903, la moglie, la nobildonna Anna Caracciolo, ed il figlio Gerardo commissionarono il completamento della struttura all'ing. Reale. La prima parte del progetto venne completata nel 1922, l'intero edificio invece solo nel 1927.

## Architettura

### Fonti di ispirazione
La costruzione, di pianta trapezoidale scalena, si caratterizza per una struttura ed una morfologia molto particolari, in cui una delle tre dimensioni spaziali è molto più ridotta delle altre due, dando origine ad un edificio stretto e sottile. Secondo Franco Purini il Palazzo Reale di Potenza costituisce una eccezionalità architettonica, di cui si possono considerare due precedenti simili: la prima è la Casa Scaccabarozzi di Torino, dalla cui architettura sabauda l'edificio potentino trae parzialmente ispirazione, così come anche lo sfasamento dei balconi è di ispirazione torinese, caratteristica che si ritrova infatti in edifici quali Casa Tasca o Casa Fenoglio-Lafleur; la seconda è un'altra architettura limite presente a Napoli lungo Corso Umberto I. Sempre secondo il Purini, il palazzo ricorda in qualche modo anche il Flatiron Building di New York, che in maniera analoga è stato realizzato su un lotto di terreno derivante dalla rotazione degli assi del tracciato urbano. Vista la similitudine con alcuni edifici londinesi quali lo Skinny Building di South Kensington, lo Skinny di Coldharbour Lane a Brixton o lo Skinny Building di Queen Victoria Street a Blackfriars, l'edificio è a volte menzionato come Skinny Reale.

### Stile ed estetica

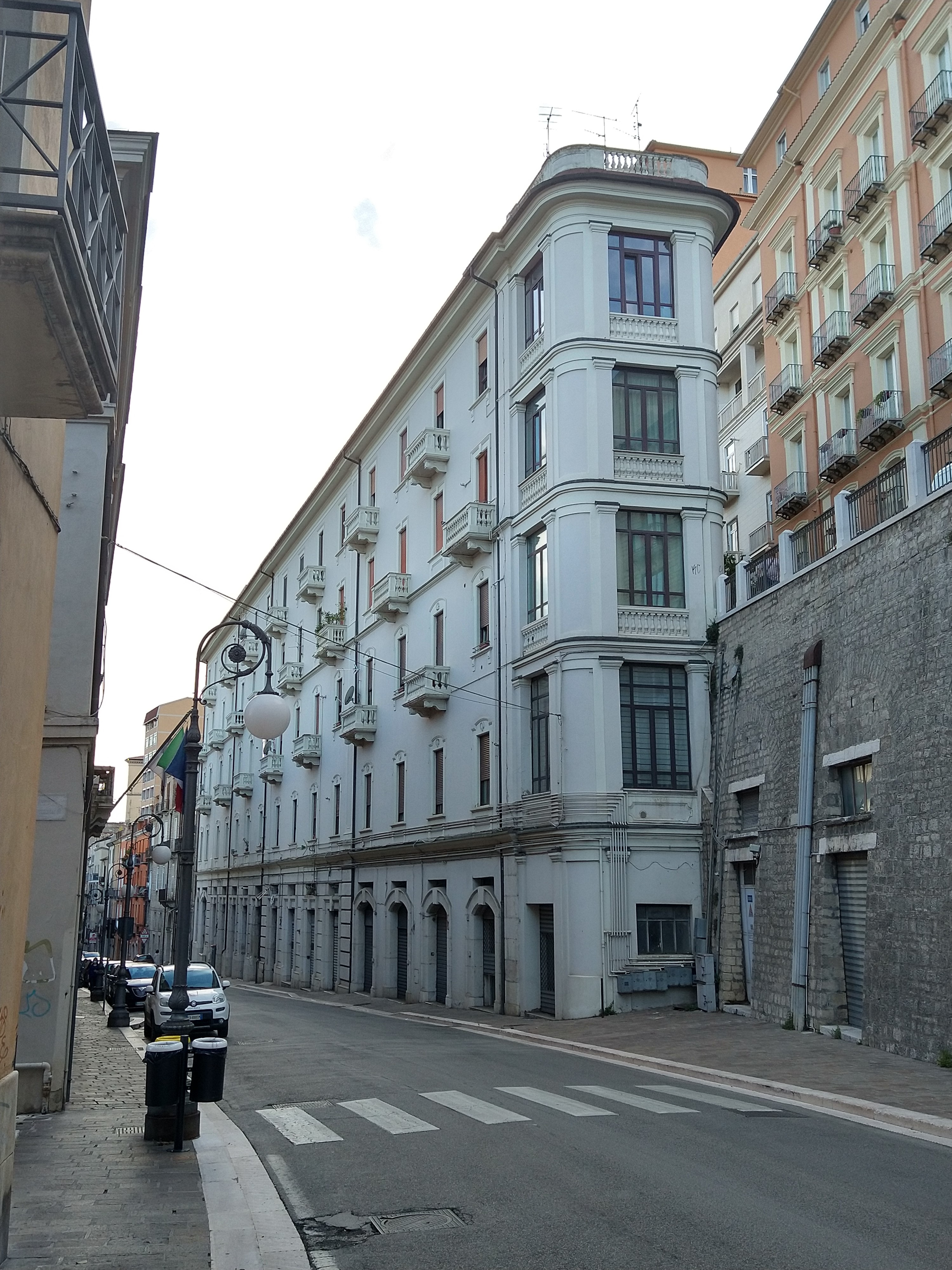
Il Palazzo visto da corso XVIII Agosto 1860

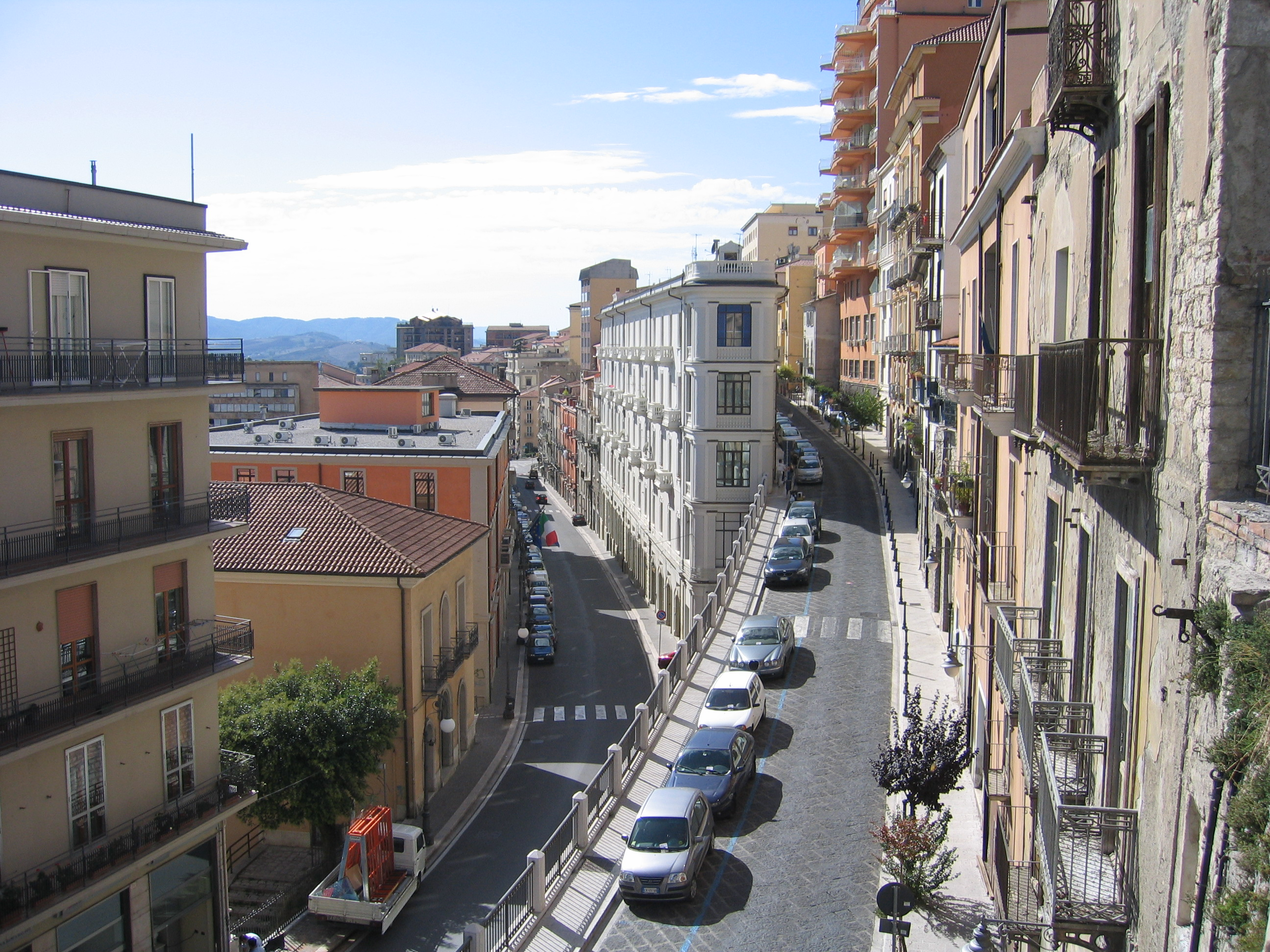
Veduta dalla distanza

Sebbene nel complesso l'opera si presenti come un manufatto in stile eclettico, ci sono anche evidenti richiami al liberty napoletano e torinese per quanto riguarda il puntale, mentre il lato che affaccia su corso XVIII Agosto è di gusto neoclassico. Il puntale non richiama solo il liberty ma, anche grazie ad alcuni dettagli come la presenza di bow-window e l'assenza di motivi floreali, con il suo stile sobrio sembra già anticipare i temi tipici dell'art déco; lo stile del palazzo può quindi considerarsi come di transizione tra l'architettura neoclassica e quella moderna, passando per il liberty.

### Simbolismi esoterici
Il palazzo presenta alcune caratteristiche che è possibile interpretare come elementi simbolici atti a trasmettere un messaggio esoterico, come del resto era abbastanza tipico della corrente artistica del liberty di inizio Novecento.
Considerando il lato che affaccia su corso XVIII Agosto si nota come il numero di finestre tra una lesena e l'altra non è costante ma segue la successione numerica due-cinque-quattro-quattro, per poi concludere nel puntale; i numeri due e cinque, di cui il primo rappresenta la bipolarità ed il dualismo ed il secondo la consapevolezza dei sensi, possono corrispondere ai due livelli presenti su via del Popolo ed ai cinque presenti su corso XVIII Agosto, la cui somma è sette, altro numero dal valore simbolico sia per il cristianesimo che per i pitagorici, per i quali era collegato ai concetti di unità e unicità. Il numero quattro è associabile ai punti cardinali, alla materia e alla Terra, alla suddivisione temporale dell'anno in quattro stagioni e, di nuovo, ad un concetto pitagorico, quello della tetractys; i moduli da quattro finestre sono due, comprendendo quindi otto finestre: questo numero può simboleggiare l'infinito, la giustizia, il karma, la prosperità, ma anche il mondo, che secondo Pitagora era costituito da un doppio quaternario, ovvero un ottagono.
Le logge dell'edificio sono sette al terzo livello, otto al quarto, ancora sette al quinto più sei logge lungo la facciata di Via del Popolo, quattro logge ternarie nel puntale ed infine una sul puntale a livello dell’attico, per un totale di 33, altro numero carico di significati sia all'interno della Bibbia ma anche nella tradizione massonica, per la quale esso è il numero del massimo grado della iniziazione raggiungibile secondo il Rito scozzese antico ed accettato. Sotto ogni loggia sporgente si trovano inoltre rappresentate due figure altrettanto dense di significati: una losanga e una vescica piscis.
Il fabbricato presenta anche due diversi tipi di balaustre, utilizzate frequentemente come simbolo all'interno della massoneria. Infine, al secondo e terzo livello sul lato di corso XVIII Agosto si trovano dei fregi architettonici degli architravi a forma di conchiglia, oggetto che ha rappresentato i concetti di fecondità, vita, purezza e resurrezione nella cultura romana e poi in quella cristiana, ma è anche simbolo di conoscenza esoterica.